# 炎神戦隊ゴーオンジャー BUNBUN!BANBAN!劇場BANG!!
『炎神戦隊ゴーオンジャー BUNBUN!BANBAN!劇場BANG!!』（えんじんせんたいゴーオンジャー ブンブン バンバン ゲキジョーバン）は、2008年8月9日より東映系で公開された日本の映画作品。特撮ヒーロー番組「スーパー戦隊シリーズ」『炎神戦隊ゴーオンジャー』の映画化作品である。同時上映作品は『劇場版 仮面ライダーキバ 魔界城の王』と『モモタロスのまっかっか城の王』。

## 概要
本作品の特徴として、テレビシリーズにて設定されたブレーンワールドの世界観を生かし、江戸時代の雰囲気を漂わせる異世界「サムライワールド」が舞台として設定され、『爆竜戦隊アバレンジャー』以降行われている東映太秦映画村でのロケも敢行された。また、テレビシリーズとの連動も今まで以上に密接に行われており、GP-39および40は本作品が初出の「炎神大将軍」にまつわるエピソードとして制作されている。この他同時上映の『劇場版 仮面ライダーキバ 魔界城の王』と同様、戦隊シリーズとしては異例のスピンオフネットムービーが制作・配信されるなどの試みもなされた。
炎衆の3人を演じた半田健人・春田純一・菊地美香や魔姫の部下2体の声を担当した内田直哉・松風雅也など過去に戦隊シリーズを始めとする東映特撮作品に出演していた俳優が多くゲスト出演しているのも本作品の特徴のひとつであり、本作品の敵役である魔姫役にはEE JUMPなどの活動で知られる歌手のソニンが起用された。この他、サムライ役には数々の時代劇で悪役・斬られ役・殺され役として出演している福本清三が起用された。
ストーリーの関係上オープニングのみの出番となるガイアークのメンバーについては、ケガレシア役の及川奈央が本編中ではサムライワールドの女将役として二役を演じ、ヨゴシュタイン役の梁田清之とキタネイダス役の真殿光昭の声優二人もサムライワールドの住人の声の吹き替えをしている。
脚本にはテレビシリーズにてサブライターとして参加している會川昇が、監督には『魔法戦隊マジレンジャー THE MOVIE インフェルシアの花嫁』以来3年ぶりとなる竹本昇がそれぞれ起用された。またスピンオフネットムービーは前出の會川が脚本を手がけ、監督にはテレビシリーズで主に助監督として参加の加藤弘之が担当した。
會川は東映太秦映画村のロケをやりたかったが、自身がメインライターを務めた本作品の2作前の『轟轟戦隊ボウケンジャー』の際は諸事情により実現できなかったため、本作品で京都ロケを要望し実現に至った。

## ストーリー
次元の壁を破壊し、11次元をごちゃ混ぜにしようと目論むガイアークの三大臣の野望を食い止めるべく、リサイクル蛮機獣軍団と戦うゴーオンジャー。
その時、次元の裂け目から、時代劇風の衣装に身を包んだ謎の三人組が現われる。スピードル、バスオン、ベアールの炎神キャストを奪った三人の後を追い、ゴーオンジャーはサムライワールドへたどり着く。

## 登場人物
以下、劇場版が初出の登場人物について記述する。テレビシリーズからの登場人物については炎神戦隊ゴーオンジャーの登場人物を参照のこと。

### 流れ炎神
元々はマシンワールドの住人だったが、強さを求めて次元を放浪していた3体の炎神。「炎心入魂！」の掛け声で炎神ソウルに戻ることができるが、心がないと炎神キャストが拒絶反応を起こしてしまう。
サムライワールドにおいて魔姫によって心を消されるとともに炎神キャストも奪われ、残った炎神ソウルは人間の姿になり炎衆（）と名乗る。再び力を得るべく、リサイクル蛮機獣軍団と戦っていたゴーオンジャーを襲撃、スピードルたちの炎神キャストを奪うなど当初は走輔たちとの関係は険悪であったが、彼らの働きかけにより徐々に心を取り戻していった。
烈鷹（） / 炎神レツタカ
タカモチーフのスーパーカー型炎神。疾走を司る。キャストには「壱」の文字が配されている。人間時の姿は若武者風の剣士。
テレビシリーズのGP-39および40では回想と、キャストに宿る魂として再登場を果たしている。
獅子之進（） / 炎神シシノシン
ライオンモチーフのバス型炎神。攻撃を司る。キャストには「弐」の文字が配されている。人間時の姿は物静かな槍使いの巨漢。
月之輪（） / 炎神ツキノワ
クマモチーフのRVカー型炎神。防御を司る。キャストには「参」の文字が配されている。人間時の姿はくノ一。

### サムライワールド
魔姫（）
魔剣城の主であるサムライワールドの女帝で、「心を消せば強くなれる」を絶対としている。人の心を消し去る術を持ち、自身も含めて住人全ての心を消し去った。そのため、本来は強くなるために自らを鍛え心身ともに研磨する修行の聖地であったサムライワールドを戦いだけの世界に変えてしまった。走輔には「自分の恐れや苦しみと戦わず、逃げただけ」と評されている。
ゴーオンレッドと炎衆との戦いの末、烈鷹の剣とゴーオンレッドのロードサーベルの連続攻撃で敗北。
魔忌（）
烈鷹の炎神キャストを取り込んで8本のムカデのような頭部を持つ怪物に変化した姿。各頭部から火炎を吐く。
エンジンオーと4大炎神を蹴散らすも、走輔に烈鷹の炎神キャストを奪還され、魔鬼の姿に戻る。
魔鬼（）
魔姫本来の姿である鬼神のような巨大妖怪。
炎神大将軍との戦いの末、ゴーオンソードで身体を城に縫い付けられた後、炎神剣・轟音紅蓮斬りで倒された。
- デザインモチーフはムカデ。サムライワールドが舞台であることから全体的に和風テイストを意識しており、魔姫の衣装は天女や卑弥呼、魔忌はヤマタノオロチ、魔鬼は毘沙門天の要素もそれぞれ取り入れられている。

雷剱（）
魔姫の部下。武器は鉄球付きの鎖鎌。獅子之進の炎神キャストでパワーアップし、車輛形態へと変形することができる。テレビシリーズのGP-39・40では強化型の雷々剱が登場。
ゴーオンイエロー、ゴーオングリーン、ゴーオンゴールドと交戦した末、ハイパーキャノンボールに敗北。
- デザインは狛犬の阿（獅子）をモチーフとしており、配色は炎神バスオンを意識している。元々は赤い配色でデザインされていたが、炎神大将軍と似た色になることを避け変更されており、雷々剱はこの時のデザインに手足の火車を外したものを用いている。

獄丸（）
雷剱同様、魔姫の部下。武器は大型の手裏剣。月之輪の炎神キャストでパワーアップし、車輛形態へと変形することができる。テレビシリーズのGP-39および40では強化型の獄々丸が登場。
ゴーオンブルー、ゴーオンブラック、ゴーオンシルバーと交戦した末、ハイパーゴーオンキャノンボールに敗北。
- デザインは狛犬の吽をモチーフとしており、配色は炎神ベアールVを意識している。元々は赤い雷剱と阿吽の関係で対になる青い配色でデザインされていた。

### 蛮機獣
リサイクル蛮機獣軍団
かつてゴーオンジャーに敗れた蛮機獣が、ウガッツらのエネルギーから成る「ガイアークソウル」をセットされてリサイクルされ、再出荷したもの。

## 装備・戦力
ハイパーキャノンボール
レッド以外の6人が繰り出す合体技。

炎神大将軍（）
炎神レツタカ、炎神シシノシン、炎神ツキノワの3体が炎神合体した巨大武者。劇場版ではレッド1人、後述のテレビシリーズではレッド、ブルー、イエローの3人で操縦している。エンジンオーと酷似した姿を持つが、黒や金を基調としたカラーリング、額に配された鍬型など、武者然とした出で立ちが特徴である。
武装はツキノワのシャーシが変形した盾武威勝利盾（）と、シシノシンが携えている必殺剣炎神剣。エンジンオーの装備であるゴーオンソードとの二刀流も可能。必殺技は炎神剣を巨大化させ、敵を一刀両断に切り裂く轟音紅蓮斬り。玩具ではガンバルオーなど他の炎神との合体も可能で、コミカライズ版ではそれを活かした下記の2形態が登場した。
ソウルとキャストが傷ついた状態で戦ったため、戦いの後、体が石化して永遠の眠りに就くも、その後テレビシリーズのGP-39および40にて再登場を果たしている。この時は心がなく、炎神ソウルなしの状態とエンジンオーを構成する3体の炎神ソウルが使用された状態が登場した。必殺技もレッドがポーズを取りながら技名を言い、ブルー、イエローが同じようにしながら復唱、最後にレツタカの声で復唱する。
- 新規に造型された頭部のツノ飾りや両肩の翼、シシノシンのフロントパーツや炎神剣をエンジンオーに加えて、カラーリングを変更している。

## 登場ワールド
サムライワールド
本編の舞台となる世界。江戸時代のような世界観の侍たちの世界。
『侍戦隊シンケンジャーVSゴーオンジャー 銀幕BANG!!』でも再び登場している。
ヒューマンワールド
ゴーオンジャーがいる世界。

## キャスト
- 江角走輔 / ゴーオンレッド - 古原靖久
- 香坂連 / ゴーオンブルー - 片岡信和
- 楼山早輝 / ゴーオンイエロー - 逢沢りな
- 城範人 / ゴーオングリーン - 碓井将大
- 石原軍平 / ゴーオンブラック - 海老澤健次
- 須塔大翔 / ゴーオンゴールド - 徳山秀典
- 須塔美羽 / ゴーオンシルバー - 杉本有美
- 害水大臣ケガレシア、女将 - 及川奈央
- 魔姫 - ソニン
- 烈鷹 - 半田健人
- 獅子之進 - 春田純一
- 月之輪 - 菊地美香
- サムライ - 福本清三
- 若侍 - 山本辰彦
- 浪人 - 西村龍弥、井殿雅和[18]、今井靖彦[18]、竹内康博[18]、押川善文[18]

### 声の出演
- 炎神スピードル - 浪川大輔
- 炎神バスオン - 江川央生
- 炎神ベアールV - 井上美紀
- 炎神バルカ - 保志総一朗
- 炎神ガンパード - 浜田賢二
- 炎神キャリゲーター - 津久井教生
- 炎神トリプター - 石川静
- 炎神ジェットラス - 古島清孝
- 炎神ジャン・ボエール - 西村知道
- ボンパー - 中川亜紀子
- 害地大臣ヨゴシュタイン、浪人 - 梁田清之
- 害気大臣キタネイダス、若侍 - 真殿光昭
- 雷剱 - 内田直哉
- 獄丸 - 松風雅也

### スーツアクター
- ゴーオンレッド[19] - 福沢博文
- 押川善文
- 人見早苗
- ゴーオングリーン[20] - 竹内康博
- 今井靖彦
- 渡辺淳
- 野川瑞穂
- 清家利一
- 日下秀昭
- 井殿雅和
- 橋口未和
- 蜂須賀祐一
- 的場耕二
- 矢部敬三
- 中川素州
- 神尾直子
- おぐらとしひろ
- 佐藤賢一
- 橋本恵子
- 宇田卓也
- 佐藤太輔
- 高橋玲
- 浅井宏輔
- 森村修一
- 三住敦洋
- 中村博亮

以下ノンクレジット
- 岡元次郎
- 村岡弘之
- 金田進一
- 藤榮史哉
- 塚田知紀
- 斉藤英長
- 向田翼
- 佐藤義夫
- 高田将司
- 中野高志

## スタッフ
- 原作 - 八手三郎
- プロデュース - 日笠淳・和佐野健一（東映）、八木征志（テレビ朝日）、矢田晃一（東映エージェンシー）
- 監督 - 竹本昇
- 脚本 - 會川昇
- アクション監督 - 石垣広文（ジャパンアクションエンタープライズ）、新堀和男（レッド・エンタテインメント・デリヴァー）
- 特撮監督 - 佛田洋
- 音楽 - 大橋恵
- 撮影 - 松村文雄
- 照明 - 竹田勝三
- 美術 - 大谷和正
- 編集 - 佐藤連
- 記録 - 渋谷康子
- 整音 - 渡辺典夫
- 助監督 - 安養寺工
- 進行主任 - 小林智裕
- 制作担当 - 谷口正洋
- プロデューサー補 - 郷田龍一、深田明宏
- 視覚効果 - 沖満
- キャラクターデザイン - 酉澤安施
- デフォルメキャラクター - K-SuKe
- 配給 - 東映

## 音楽
主題歌「炎神フォーメーションラップ -劇場BANG! Custom-」
作詞：マイクスギヤマ / 作曲・編曲：大石憲一郎 / 歌：Project.R with 炎神キッズ
「炎神ラップ」の映画バージョン。テレビシリーズでも映画宣伝の一環としてGP-25に使用された。
挿入歌「炎神戦隊ゴーオンジャー」
作詞：マイクスギヤマ / 作曲：岩崎貴文 / 編曲：Project.R（大石憲一郎、岩崎貴文） / 歌：高橋秀幸 (Project.R)

## 他媒体展開

### スピンオフムービー
『炎神戦隊ゴーオンジャー BONBON!BONBON!ネットでBONG!!』
監督は加藤弘之が担当。スーパー戦隊シリーズとしては初めて、劇場版と連動したスピンオフムービーとして制作された作品であり、2008年7月11日から8月8日まで週1回のペースで全5話が携帯やパソコンで配信された。仮面ライダーシリーズの方は次作以降も制作されているが、スーパー戦隊シリーズ単体のスピンオフムービーは本作品のみとなっている。
有料配信の終了後では、YouTubeの「東映特撮 YouTube Official」にて2011年8月から2014年8月まで、2016年8月23日から9月13日まで、2018年9月11日から10月2日までの3回にわたって、全5話が無料配信された。
あらすじ
別次元サムライワールドと繋がってしまったその劇場版の裏側で起こっていた、ガイアークの次元の壁を破る「蛮機獣リサイクル計画」の顛末とは？
ゲスト蛮機獣
蛮機獣ボンレシア
偶然ソウルが抜けて「ケガレシアソウル」になったケガレシアを、ボンパーにセットしてボディを乗っ取った姿。

スタッフ
- 原作：八手三郎
- 脚本：會川昇
- 監督：加藤弘之
- 撮影：大沢信吾

サブタイトル
- EX1 次元が混ざる? ボンボン（2008年7月11日）
- EX2 蛮機獣が大復活? ボンボン（7月18日）
- EX3 謎の3人組? ボンボン（7月25日）
- EX4 ゴーオンジャー行方不明? ボンボン（8月1日）
- EX5 ヒーロー帰還? ボンボン（8月8日）

### 漫画
一式まさと作画により『テレまんがヒーローズ』2008年夏号に掲載、スーパーヒーローズ2巻に収録。
炎神大将軍 種子島形態（タネガシマモード）
『テレまんがヒーローズ』掲載の漫画版に登場。ガンパードの提案により、右腕にガンパード、左腕にジェットラスを装着合体（炎神武装）した姿。射撃に優れる。
炎神大将軍 忍者形態（ニンジャモード）
種子島形態と同じく漫画版に登場。右腕にトリプター、左腕にバルカを装着合体（炎神武装）した姿。トリプターローターとバルカッターの高速回転によって生み出された手裏剣を連続発射する「炎神忍法・乱れ手裏剣」を放つ。

## 映像ソフト化
- 炎神戦隊ゴーオンジャー BUNBUN!BANBAN!劇場BANG!! マッハ全開メイキングBANG!（DVD1枚組、2008年7月21日発売）
  - 本作品のメイキングDVD。
- 仮面ライダーキバ&炎神戦隊ゴーオンジャー 劇場版スピンオフネットムービー（DVD1枚組、2008年12月5日発売）
  - スピンオフムービーのソフト化。
  - 映像特典
    - 仮面ライダー裏キバ 魔界城の女王 PR集
- 炎神戦隊ゴーオンジャー BUNBUN!BANBAN!劇場BANG!! 通常版（DVD1枚組、2009年2月21日発売）
  - 映像特典
    - 特報・劇場予告編・TVスポット集
- 炎神戦隊ゴーオンジャーBUNBUN!BANBAN!劇場BANG!! 特別限定版（DVD2枚組、2009年2月21日発売）
  - ディスク1：本編DVD（通常版と同様）
  - ディスク2：特典DVD
    - 製作発表会見
    - 完成披露試写会舞台挨拶
    - 劇場舞台挨拶
    - 劇場BANG!ギャラリー
    - 炎神ガレージ
    - サムライワールド図鑑
    - 空前の四夜トークバトル!! ガールズナイト
    - 空前の四夜トークバトル!! ボーイズナイト
    - ポスタービジュアル

  - 封入特典
    - 炎神免許証（3枚組）

## ネット配信
- 「東映特撮YouTube official」の「夏休み特別企画」の一環として、2019年8月13日から同年9月11日まで期間限定無料配信される[21]。